# Giochi della XII Olimpiade
I Giochi della XII Olimpiade (in giapponese 第12回オリンピック競技大会?, , Dai jūhni-kai orinpiādo kyōgi taikai; in finlandese XII olympiadin kisat) si sarebbero dovuti svolgere a Tokyo, in Giappone, dal 21 settembre al 6 ottobre 1940, ma vennero dapprima riassegnati a Helsinki, in Finlandia, in seguito allo scoppio della seconda guerra sino-giapponese, e infine cancellati a causa dell'insorgere della seconda guerra mondiale.
La capitale giapponese venne scelta come città organizzatrice dei Giochi il 31 luglio 1936. Dopo la riassegnazione alla capitale finlandese, i Giochi si sarebbero dovuti svolgere dal 20 luglio al 4 agosto 1940. Lo scoppio della seconda guerra mondiale portò all'annullamento definitivo dei Giochi della XII e della XIII Olimpiade, così come alla sospensione a tempo indeterminato delle attività del CIO.
Nonostante la riassegnazione e la successiva cancellazione, il Comitato organizzatore giapponese pubblicò comunque il bilancio, ammontante complessivamente a 20,1 milioni di yen (un terzo dei quali finanziato direttamente dal Comune metropolitano di Tōkyō). Nel programma olimpico avrebbe dovuto essere incluso anche il volo a vela come sport ufficiale, dopo il successo dell'evento dimostrativo ai Giochi di Berlino 1936. L'idea non venne però più ripresa dopo il 1945.

## I "Giochi dei prigionieri di guerra internazionali"
Nell'agosto del 1940 alcuni prigionieri di guerra celebrarono i Giochi olimpici dei prigionieri di guerra internazionali allo stalag XIII-A di Langwasser (vicino a Norimberga), ai quali parteciparono prigionieri belgi, francesi, britannici, norvegesi, polacchi.
Nel 1979 il regista polacco Andrzej Kotkowski ne trasse un film, Olimpiada 40, raccontando la storia di questi "Giochi di prestigio" e di uno dei partecipanti, Teodor Niewiadomski.

## Filmografia
- L'olimpiade nascosta, miniserie TV (2012)